# Grabina Wola
Grabina Wola [pronunciación en polaco: /ɡraˈbina ˈvɔla/] es un pueblo ubicado en el distrito administrativo de Gmina Czarnocin, dentro del Distrito de Piotrków, Voivodato de Łódź, en Polonia central. Se encuentra aproximadamente a 4 kilómetros al noroeste de Czarnocin, a 21 kilómetros al norte de Piotrków Trybunalski, y a 25 kilómetros al sureste de la capital regional Łódź.